# Bellardia vespillo
Bellardia vespillo är en tvåvingeart som först beskrevs av Johan Christian Fabricius 1794.  Bellardia vespillo ingår i släktet Bellardia, och familjen spyflugor. Enligt den svenska rödlistan är arten otillräckligt studerad i Sverige. Arten förekommer i Götaland. Artens livsmiljö är skogslandskap, jordbrukslandskap, stadsmiljö.